# Pseudobiceros hancockanus
Pseudobiceros hancockanus é uma espécie de platelminto marinho hermafrodita da família Pseudocerotidae. 

## Descrição
Descrição. Corpo alongado com 38 mm de comprimento e 9 mm de largura. Coloração dorsal: fundo preto, com duas faixas marginais (interna e externa), laranja e branca largas. A vesícula seminal é ovóide e grande. A vesícula prostática é ovóide, orientada para frente. O ducto ejaculatório é estreito, desce atrás da vesícula seminal até a base da papila do pênis. O ducto prostático é curto. O estilete é cônico, grande, alojado em um átrio raso (Fig. 8 A – C). O complexo genital feminino (Fig. 8 C) tem a configuração característica do gênero e um átrio pequeno.

## Habitat e distribuição
Pseudobiceros hancockanus vive em mares quentes, às vezes em recifes de coral, outras vezes entre fragmentos ou pedras de coral.  Foi observado perto de lugares como Indonésia, Fiji e, Quênia . 

## Dieta
Acredita-se que se alimente de pequenos invertebrados que vivem em esponjas em recifes de coral, em vez de comer o próprio coral. 

## Comportamento
Pseudobiceros hancockanus pode viajar longas distâncias,  nadando ondulando as bordas de seu corpo. 

## Reprodução
Como outros membros do gênero Pseudobiceros, P. hancockanus é hermafrodita, com cada indivíduo capaz de funcionar como macho ou fêmea. O acasalamento entre dois desses vermes envolve cercar o pênis, já que cada verme tenta injetar esperma no outro com um de seus dois pênis atarracados, enquanto tenta evitar ser inseminado. Uma explicação apresentada para esse comportamento é que o papel feminino implica mais investimento nos óvulos fertilizados resultantes.  Outra explicação possível é que o duelo concede vantagem de acasalamento ao melhor dos dois parceiros de duelo — de modo que o perdedor do duelo de pênis, tornando-se a "fêmea", é compensado pela criação de descendentes com genes ainda melhores que os dela. 